# 明日の先へ
『明日の先へ』（あしたのさきへ）は、シンガーソングライター古家学のオリジナル・アルバムである。

## 収録曲
1. プロローグ
2. 短編小説
3. 友達でいようよ♪
4. 夜想歌
5. 紅いピース
6. 明日の先へ
7. 海と僕と…
8. 誓い

| スタブアイコン | サブスタブ | この項目は、まだ閲覧者の調べものの参照としては役立たない、アルバムに関連した書きかけの項目です。この項目を加筆・訂正などしてくださる協力者を求めています（P:音楽/PJ:アルバム）。 |